# Garrulax maesi
Garrulax maesi е вид птица от семейство Leiothrichidae.

## Разпространение
Видът е разпространен във Виетнам и Китай.